# Ayman Nur
Ayman Nour (Mansura, 10 ottobre 1964) è un politico egiziano.

## Biografia
Ha frequentato l'Università della sua città in un periodo in cui l'Egitto era ancora aperto verso le idee provenienti dall'Occidente. Dopo la laurea in Giurisprudenza, si è specializzato in Storia politica e in Diritto internazionale, approdando subito alla politica attiva.
Nel corso della gavetta, trascorsa nei partiti regionali, si fa conoscere sostenendo posizioni liberali, con particolare apertura ai cristiani copti e al mondo femminile. Matura la consapevolezza che il partito al governo, guidato da Hosni Mubarak, sta instaurando giorno dopo giorno un vero e proprio regime. Al fine di contrastare la deriva totalitarista in atto, il 27 ottobre 2004 Ayman Nur fonda il partito al Ghad (Il Domani), una formazione politica liberale e riformista, particolarmente attenta a conciliare la sicurezza con i fondamentali diritti dell'uomo.
Il regime si accorge presto di lui. Nur viene arrestato una prima volta il 29 gennaio 2005 per presunta falsificazione di documenti, ma è rilasciato 6 settimane più tardi a causa delle forti pressioni dell'Amministrazione degli USA.
Nelle elezioni del settembre 2005 al Ghad ottiene un lusinghiero 7,3%: il suo partito è la seconda forza del Paese, dopo il Partito nazionale democratico di Mubarak. Forse a causa del suo crescente successo, Nur viene nuovamente incarcerato il 24 dicembre 2005, ufficialmente per la falsificazione di firme.
Nonostante le pressioni esercitate sul governo egiziano dai paesi occidentali e dalle associazioni per i diritti dell'uomo, Nour ha passato diversi anni di prigionia in precarie condizioni di salute all'interno di una prigione di massima sicurezza.
È stato liberato per ragioni di salute il 18 febbraio 2009.